# Rauðnefsstaðafjall
Rauðnefsstaðafjall är ett berg i republiken Island. Det ligger i regionen Suðurland, 110 km öster om huvudstaden Reykjavík. Toppen på Rauðnefsstaðafjall är 600 meter över havet.
Trakten runt Rauðnefsstaðafjall är nära nog obefolkad, med mindre än två invånare per kvadratkilometer. Det finns inga samhällen i närheten. Trakten runt Rauðnefsstaðafjall består i huvudsak av gräsmarker.